# مائوریسیو ویلدا
مائوریسیو ویلدا برمودز (زاده ۲۷ آوریل ۱۹۴۸ در تگوسیگالپا) یک وکیل اهل هندوراس است. او همچنین به عنوان رهبر حزب لیبرال هندوراس و پسر رئیس‌جمهور پیشین رامون ویلدا مورالس می‌باشد. مائوریسیو در انتخابات ریاست جمهوری سال ۲۰۱۳ به عنوان نامزد ریاست جمهوری ناموفق بود.

## سیاست
حزب لیبرال مائوریسیو را به عنوان نامزد ریاست جمهوری خود برای انتخابات عمومی سال ۲۰۱۳ منصوب نمود. بعد از آن او به عنوان رئیس شورای اجرایی مرکزی حزب لیبرال برای دوره‌های ۲۰۱۴–۲۰۱۷ منصوب گردید. مائوریسیو ویلدا برمودز به عنوان معاون مالک کنگره ملی هندوراس از طرف وزارت فرانسیسکو مورازان، برای دوره‌های ۲۰۱۸–۲۰۲۲ و ۲۰۲۲–۲۰۲۶ منصوب شد. مائوریسیو یکی از گروه اتحاد سیاسی جناح راست و راست افراطی، سازمان مادرید می‌باشد که از طرف حزب سیاسی اسپانیایی واکس ساماندهی گردیده شده.